# Bitcha
Bitcha (hebrejsky בִּטְחָה, v oficiálním přepisu do angličtiny Bitha) je vesnice typu mošav v Izraeli, v Jižním distriktu, v Oblastní radě Merchavim.

## Geografie
Leží v nadmořské výšce 120 metrů na severozápadním okraji pouště Negev; v oblasti která byla od 2. poloviny 20. století intenzivně zúrodňována a zavlažována a ztratila částečně charakter pouštní krajiny. Jde o zemědělsky obdělávaný pás navazující na pobřežní nížinu. Podél západního okraje mošavu protéká vádí Nachal Patiš.
Obec se nachází 28 kilometrů od břehu Středozemního moře, cca 82 kilometrů jihojihozápadně od centra Tel Avivu, cca 75 kilometrů jihozápadně od historického jádra Jeruzalému a 17 kilometrů severozápadně od města Beerševa. Nachází se na severním okraji města Ofakim. Bitchu obývají Židé, přičemž osídlení v tomto regionu je etnicky převážně židovské.
Bitcha je na dopravní síť napojena pomocí lokální silnice 241.

## Dějiny
Bitcha byla založena v roce 1950. Podle jiného zdroje došlo k výstavbě osady až roku 1956. Zakladateli byli Židé z Jemenu, kteří ovšem v roce 1950 původně pobývali na místě nynější vesnice Ranen. V roce 1951 se přesunuli sem, do prostoru tehdejšího přistěhovaleckého tábora nazývaného Ha Kam 107 (ק"מ 107, doslova 107. kilometr, podle polohy na silnici mezi Jeruzalémem a Beerševou). Mošav je pojmenován podle biblického citátu z Knihy Izajáš 30,15: „Neboť toto praví Panovník Hospodin, Svatý Izraele: „V obrácení a ztišení bude vaše spása, v klidu a důvěře vaše vítězství. Vy však nechcete“
Místní ekonomika je založena na zemědělství (produkce mléka, pěstování zeleniny, sadovnictví). V obci je k dispozici obchod se smíšeným zbožím, synagoga, mikve, knihovna, zdravotní středisko, sportovní areály, mateřská škola a společenské centrum. Správní území vesnice měří 4 000 dunamů (4 kilometry čtvereční). Od roku 1991 prošla obec stavební expanzí. Nabízelo se zde 88 stavebních parcel pro soukromé zájemce, z toho 40 již bylo zastavěno rodinnými domy.

## Demografie
Obyvatelstvo mošavu je smíšené, tedy složené ze sekulárních i nábožensky orientovaných lidí. Podle údajů z roku 2014 tvořili naprostou většinu obyvatel v Bitcha Židé (včetně statistické kategorie "ostatní", která zahrnuje nearabské obyvatele židovského původu ale bez formální příslušnosti k židovskému náboženství).
Jde o menší obec vesnického typu s dlouhodobě stagnující populací. K 31. prosinci 2014 zde žilo 715 lidí. Během roku 2014 populace stoupla o 2,4 %.
| Rok            | 1961 | 1972 | 1983 | 1995 | 2001 | 2003 | 2004 | 2005 | 2006 | 2007 | 2008 | 2009 | 2010 | 2011 | 2012 | 2013 | 2014 |
| -------------- | ---- | ---- | ---- | ---- | ---- | ---- | ---- | ---- | ---- | ---- | ---- | ---- | ---- | ---- | ---- | ---- | ---- |
| Počet obyvatel | 519  | 708  | 667  | 563  | 656  | 679  | 683  | 678  | 675  | 687  | 698  | 629  | 631  | 649  | 681  | 698  | 715  |